# Koevoet
Koevoet (Ку́фут: ˈkuːfut, на африкаанс «гвоздодёр»), также Operasie K или SWAPOL-COIN/SWAPOL-TIN (от South West African Police Counter-Insurgency/Suidwes-Afrikaanse Polisie Teen-Insurgensie)) — контрпартизанское подразделение полиции Юго-Западной Африки (Намибии) времён апартеида для борьбы с партизанами национально-освободительного движения СВАПО.
Контрпартизанский полк полиции Юго-Западной Африки времён апартеида сформирован под руководством полковника (затем генерал-майора) полиции ЮАР Ганса Дреера в 1978 году в рамках т. н. операции K (Operasie K). Примером организации контрпартизанского подразделения служили колониальные контрпартизанские части ВС Португалии («Флешас») и полк спецназа «Скауты Селуса» ВС Родезии (как образец боевой многорасовой части).
- MRAP Касспир
- MRAP Касспир внутри

Численность полка Куфут в 1980 гг. насчитывала до тысячи человек (до 300 белых офицеров и сержантов полиции ЮАР и констебли-следопыты негритянской народности овамбо). Офицеры набирались из состава полиции ЮАР и ЮЗА и проходили подготовку в частях спецназа СВ ЮАР. Боевая группа включала до четырех отделений (десять констеблей-следопытов с белым сержантом полиции ЮАР на бронеавтобусе Casspir) Служба проходила следующим образом: неделя засад и неделя отдыха на базе — в лагере Ошакати. Борьба велась с подразделениями СВАПО, но сопровождалась репрессиями против местного населения, пытками и убийствами задержанных, массовыми изнасилованиями и тому подобными преступлениями.
За время существования полк потерял 153 человека, уничтожив при этом почти четыре тысячи партизан СВАПО. Антитеррористический полк расформирован осенью 1989 года, после провозглашения независимости Намибии.